# Gabriel Cortez
Gabriel Jhon Cortez Casierra, noto semplicemente come Gabriel Cortez (Esmeraldas, 10 ottobre 1995), è un calciatore ecuadoriano, centrocampista del Barcelona SC.

## Caratteristiche tecniche
È un centrocampista offensivo.

## Carriera

### Club
Cresciuto nel settore giovanile dell'Independiente del Valle, ha esordito in prima squadra il 1º luglio 2012 disputando l'incontro di Primera Categoría Serie A perso 2-1 contro il Deportivo Cuenca.

### Nazionale
Ha giocato nella nazionale ecuadoriana Under-17.
Nel 2015 ha partecipato al campionato sudamericano Under-20.
Ha debuttato con la nazionale maggiore il 22 febbraio 2017 disputando l'amichevole vinta 3-1 contro l'Honduras.

## Statistiche
Statistiche aggiornate al 12 febbraio 2020.

### Presenze e reti nei club
| Stagione                | Squadra                 | Campionato              | Campionato | Campionato | Coppe nazionali | Coppe nazionali | Coppe nazionali | Coppe continentali | Coppe continentali | Coppe continentali | Altre coppe | Altre coppe | Altre coppe | Totale | Totale | Totale |
| Stagione                | Squadra                 | Comp                    | Pres       | Reti       | Comp            | Pres            | Reti            | Comp               | Pres               | Reti               | Comp        | Pres        | Reti        | Pres   | Reti   |        |
| ----------------------- | ----------------------- | ----------------------- | ---------- | ---------- | --------------- | --------------- | --------------- | ------------------ | ------------------ | ------------------ | ----------- | ----------- | ----------- | ------ | ------ | ------ |
| 2012                    | Independiente del Valle | A                       | 5          | 0          |                 | -               | -               |                    | -                  | -                  |             | -           | -           | 5      | 0      |        |
| 2013                    | Independiente del Valle | A                       | 14         | 0          |                 | -               | -               | CS                 | 1                  | 0                  |             | -           | -           | 15     | 0      |        |
| 2014                    | Independiente del Valle | A                       | 14         | 3          |                 | -               | -               | CL+CS              | 3+1                | 0                  |             | -           | -           | 18     | 3      |        |
| 2015                    | Independiente del Valle | A                       | 37         | 12         |                 | -               | -               | CL                 | 2                  | 0                  |             | -           | -           | 39     | 12     |        |
| 2016                    | Independiente del Valle | A                       | 34         | 9          |                 | -               | -               | CL                 | 6                  | 0                  |             | -           | -           | 40     | 9      |        |
| 2017                    | Independiente del Valle | A                       | 30         | 6          |                 | -               | -               | CL                 | 4                  | 2                  |             | -           | -           | 34     | 8      |        |
| Totale Indep. del Valle | Totale Indep. del Valle | Totale Indep. del Valle | 134        | 30         |                 | -               | -               |                    | 17                 | 2                  |             | -           | -           | 151    | 32     |        |
| gen.-giu. 2018          | Lobos BUAP              | LMX                     | 14         | 2          | CM              | 0               | 0               |                    | -                  | -                  |             | -           | -           | 14     | 2      |        |
| 2018-gen. 2019          | Lobos BUAP              | LMX                     | 7          | 0          | CM              | 0               | 0               |                    | -                  | -                  |             | -           | -           | 7      | 0      |        |
| Totale Lobos BUAP       | Totale Lobos BUAP       | Totale Lobos BUAP       | 21         | 2          |                 | 0               | 0               |                    | -                  | -                  |             | -           | -           | 21     | 2      |        |
| 2019                    | Emelec                  | A                       | 15         | 5          |                 | -               | -               | CL                 | 4                  | 0                  |             | -           | -           | 19     | 5      |        |
| 2020                    | Botafogo                | A/RJ+A                  | 0          | 0          | CB              | 0               | 0               |                    | -                  | -                  |             | -           | -           | 0      | 0      |        |
| Totale carriera         | Totale carriera         | Totale carriera         | 170        | 37         |                 | 0               | 0               |                    | 21                 | 2                  |             | -           | -           | 191    | 39     |        |

### Cronologia presenze e reti in nazionale
| Cronologia completa delle presenze e delle reti in nazionale ― Ecuador | Cronologia completa delle presenze e delle reti in nazionale ― Ecuador | Cronologia completa delle presenze e delle reti in nazionale ― Ecuador | Cronologia completa delle presenze e delle reti in nazionale ― Ecuador | Cronologia completa delle presenze e delle reti in nazionale ― Ecuador | Cronologia completa delle presenze e delle reti in nazionale ― Ecuador | Cronologia completa delle presenze e delle reti in nazionale ― Ecuador | Cronologia completa delle presenze e delle reti in nazionale ― Ecuador |
| Data                                                                   | Città                                                                  | In casa                                                                | Risultato                                                              | Ospiti                                                                 | Competizione                                                           | Reti                                                                   | Note                                                                   |
| ---------------------------------------------------------------------- | ---------------------------------------------------------------------- | ---------------------------------------------------------------------- | ---------------------------------------------------------------------- | ---------------------------------------------------------------------- | ---------------------------------------------------------------------- | ---------------------------------------------------------------------- | ---------------------------------------------------------------------- |
| 22-2-2017                                                              | Guayaquil                                                              | Ecuador                                                                | 3 – 1                                                                  | Honduras                                                               | Amichevole                                                             | -                                                                      | 69’                                                                    |
| 28-3-2017                                                              | Quito                                                                  | Ecuador                                                                | 0 – 2                                                                  | Colombia                                                               | Amichevole                                                             | -                                                                      | 59’                                                                    |
| 8-6-2017                                                               | Boca Raton                                                             | Ecuador                                                                | 1 – 1                                                                  | Venezuela                                                              | Qual. Mondiali 2018                                                    | -                                                                      | 80’                                                                    |
| 26-7-2017                                                              | Guayaquil                                                              | Ecuador                                                                | 3 – 1                                                                  | Trinidad e Tobago                                                      | Amichevole                                                             | -                                                                      | 46’                                                                    |
| Totale                                                                 |                                                                        | Presenze                                                               | 4                                                                      |                                                                        | Reti                                                                   | 0                                                                      |                                                                        |

## Palmarès

### Club

#### Competizioni nazionali
- Copa Ecuador: 1

El Nacional: 2024